# Liu Chao-shiuan
Liu Chao-shiuan (chiń. upr. 刘兆玄; chiń. trad. 劉兆玄; pinyin Liú Zhàoxuán; pe̍h-ōe-jī Lau Tiāu-hiân; ur. 10 maja 1943 w Liuyang w prowincji Hunan) – tajwański polityk i profesor, premier Republiki Chińskiej od 20 maja 2008 do 10 września 2009.

## Życiorys
Liu urodził się w 10 maja 1943 w prowincji Hunan w Chinach kontynentalnych. W 1965 ukończył studia licencjackie na Narodowym Uniwersytecie Tajwańskim w Tajpej. W 1968 uzyskał stopień magistra chemii na Université de Sherbrooke w Sherbooke w Kanadzie. W 1971 doktoryzował się z chemii na University of Toronto.
W latach 1987–1993 pełnił funkcję rektora Narodowego Uniwersytetu Tsing Hua w Xinzhu. Od 1993 do 1996 zajmował stanowisko ministra transportu w gabinecie premiera Lien Chana. W latach 1997–2000 był wicepremierem w rządzie premiera Vincenta Siewa. Zasłynął w tym czasie skutecznymi działaniami radzenia sobie ze skutkami potężnego trzęsienia ziemi, jakie nawiedziło Tajwan we wrześniu 1999 i spowodowało śmierć 2,4 tysiąca osób. Od 2004 do 2008 był rektorem Uniwersytetu Soochow w Tajpej.
W kwietniu 2008 prezydent elekt Ma Ying-jeou wyznaczył Liu na stanowisko premiera w przyszłym gabinecie. 20 maja 2008 Liu oficjalnie objął stanowisko premiera Republiki Chińskiej.
7 września 2009 premier Liu złożył dymisję na ręce prezydenta Ma. Powodem tej decyzji była krytyka działań rządu w odpowiedzi na tajfun Morakot, który nawiedził Tajwan na początku sierpnia 2009 i pochłonął ponad 700 ofiar. Krytycy zarzucali władzy nieprzeprowadzenie ewakuacji mieszkańców z rejonów objętych żywiołem oraz wyrażenie zbyt późno zgody na przyjęcie zagranicznej pomocy. Premier Liu stwierdził, że „cała odpowiedzialność polityczna spoczywa na nim jako najwyższym administratorze i z tego powodu przedłożył dymisję prezydentowi, którą ten przyjął”. 10 września 2009 nowym premierem Republiki Chińskiej został Wu Den-yih.